# Москвино (Пермский край)
Москвино — деревня в Кочёвском районе Пермского края. Входит в состав Юксеевского сельского поселения. Располагается севернее районного центра, села Кочёво. Расстояние до районного центра составляет 29 км. По данным Всероссийской переписи населения 2010 года, в деревне проживало 75 человек (35 мужчин и 40 женщин).

## История
По данным на 1 июля 1963 года, в деревне проживал 51 человек. Населённый пункт входил в состав Юксеевского сельсовета.